# Plagiognathus occipitalis
Plagiognathus occipitalis är en insektsart som beskrevs av Reuter 1908. Plagiognathus occipitalis ingår i släktet Plagiognathus och familjen ängsskinnbaggar. Inga underarter finns listade i Catalogue of Life.